# Canso d’Antiocha

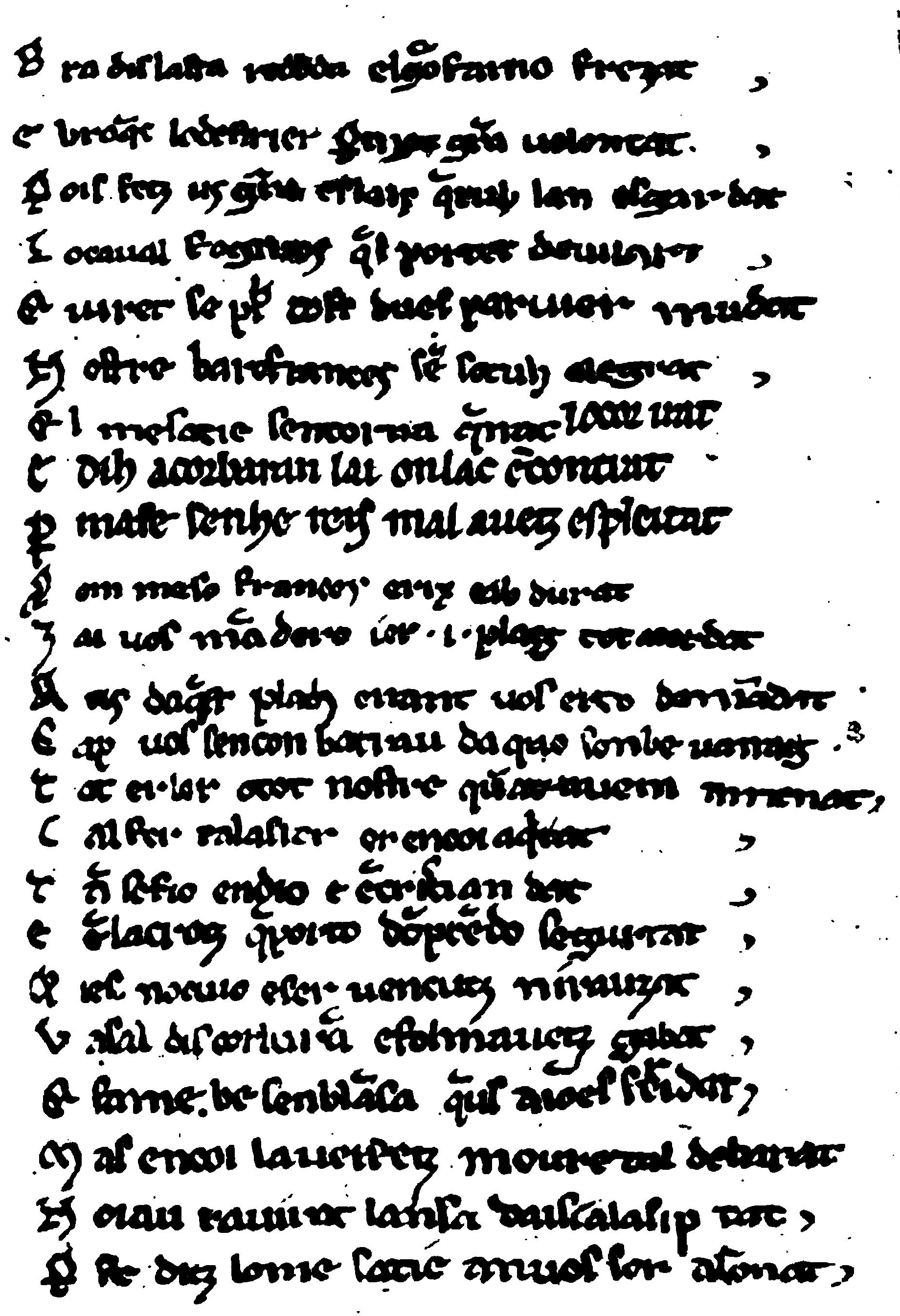
Madrid, Bibl. Acad. Real de Historia, HS. Canso d’Antioca, Bl. 6v

Die Canso d’Antiocha (nicht zu verwechseln mit der späteren frz. Chanson d’Antioche) ist ein okzitanisches Kreuzzugsepos, das vermutlich um 1130 entstand. Die Autorschaft wird Grégoire Béchada, einem Ritter aus dem Gefolge des Golfier de Las Tors im Limousin, zugeschrieben.
Béchada benötigte für die Vollendung der Canso d’Äntiocha zwölf Jahre. Sie weist gewisse Analogien zum Chanson d’Antioche auf. Beide Werke entstanden nicht unter dem Eindruck der tatsächlichen Ereignisse und wurden auch nicht nach mündlicher Überlieferung gedichtet. Die Chanson d’Antioche basiert auf den lateinischen Darstellungen des Albert von Aachen und des Mönchs Robert von Saint-Remi. Gemeinsam ist ihnen das Versmaß, der Zwölfsilbler.

## Fragment
Von der Canso sind lediglich Fragmente erhalten. Das einzige zusammenhängende und zugleich umfangreichste besteht aus 707 Zeilen und befindet sich in Madrid. Das handschriftliche Fragment besteht aus 16 kleinen, im 13. Jh. beschriebenen, Pergamentblättern. Es enthält 18 vollständige und eine am Ende defekte Alexandrinerlaissen (Strophen) von unterschiedlicher Länge, die jeweils auf einem sechssilbigen weiblichen Vers enden. Dabei knüpfen sie weder durch den Reim noch durch den Inhalt an die folgende Laisse an.
Der Text berichtet von der Belagerung von Antiochia zwischen Sarazenen und Christen und der Schlacht, die am 28. Juni 1098 während des ersten Kreuzzuges stattfand. Adolf Tobler merkte an:

„Eine directe Beziehung des Bruchstücks zu der afrz. Chanson d’Antioche, wie sie uns jetzt vorliegt, lässt sich nicht erkennen, ebenso wenig erscheint es als nah verwandt mit irgend welchem sonstigen Bericht über die geschichtlichen Vorgänge, die den Stoff bilden, bietet vielmehr zahlreiche eigenthümliche Züge, deren Glaubwürdigkeit vor der Hand dahin gestellt bleiben muss.“